# Jungermannia gracillima
Jungermannia gracillima là một loài Rêu trong họ Jungermanniaceae. Loài này được Sm. mô tả khoa học đầu tiên năm 1811.